# Brandau Crater
Brandau Crater är ett berg i Antarktis. Det ligger i Östantarktis. Nya Zeeland gör anspråk på området. Toppen på Brandau Crater är 573 meter över havet.
Terrängen runt Brandau Crater är kuperad åt sydost, men åt nordväst är den bergig. Trakten är obefolkad. Det finns inga samhällen i närheten. 